# Bedford County, Virginia
Bedford County är ett administrativt område i delstaten Virginia, USA, med 68 676 invånare. Den administrativa huvudorten (county seat) är Bedford.

## Geografi
Enligt United States Census Bureau så har countyt en total area på 1 992 km². 1 954 km² av den arean är land och 38 km² är vatten.

### Angränsande countyn
- Rockbridge County - nord
- Amherst County - nordost
- Lynchburg, Virginia - öst
- Campbell County - sydost
- Pittsylvania County - syd
- Franklin County - sydväst
- Roanoke County - väst
- Botetourt County - nordväst